# Alexandra Plaza

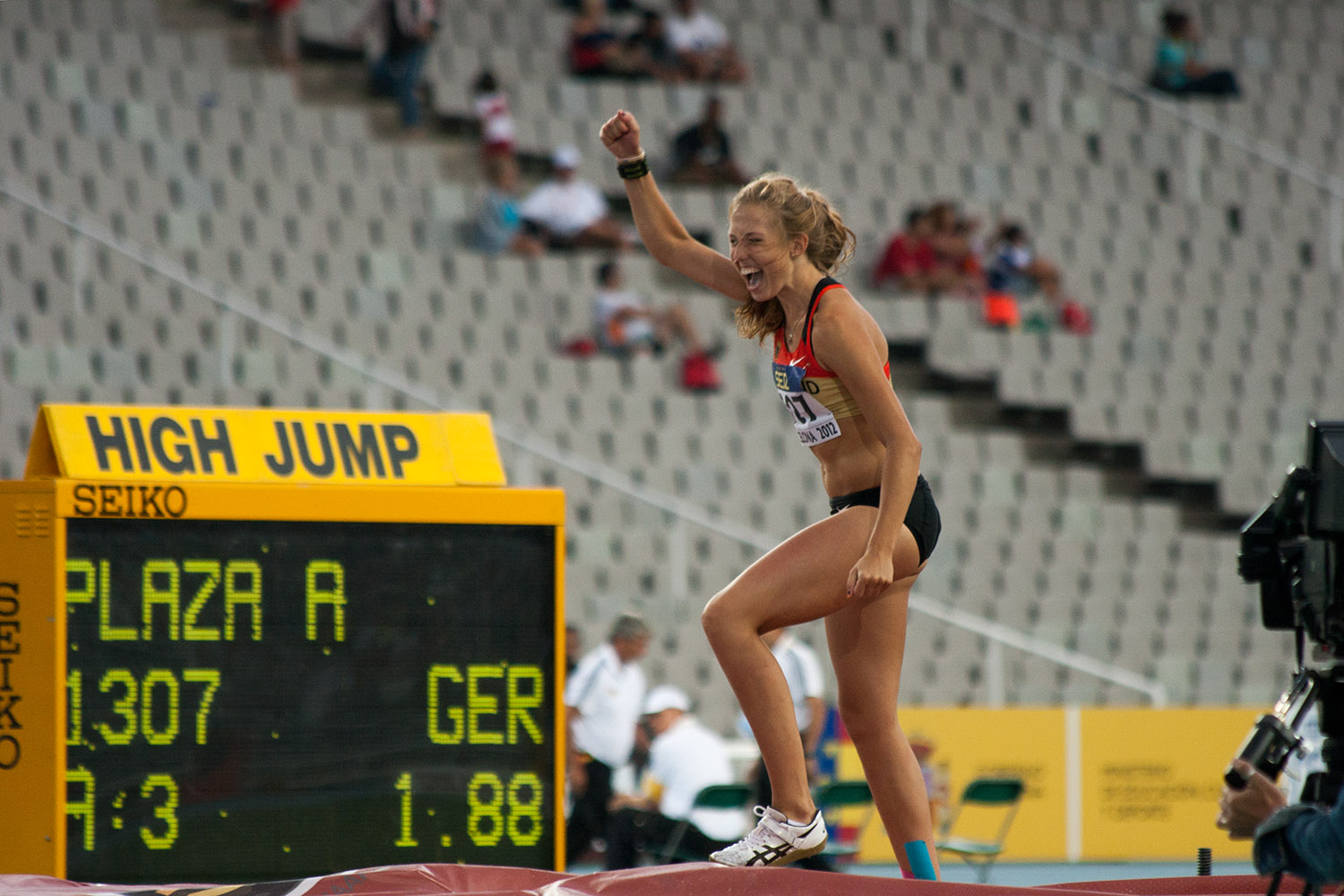
Plaza 2012 bei der U20-WM in Barcelona

Alexandra „Ola“ Plaza (* 10. Juni 1994 in Köln, Nordrhein-Westfalen) ist eine deutsche Leichtathletin, die sich auf den Hochsprung spezialisiert hat.

## Berufsweg
Plaza besuchte in Köln das Georg-Büchner-Gymnasium. Mit 16 Jahren nahm sie das Ausbildungsangebot der Dualen Karriere am Apostelgymnasium war, wo sie 2013 Abitur machte. Sie studierte dann Psychologie auf Bachelor an der Universität Bonn und anschließend Sportmanagement/Kommunikation an der Deutschen Sporthochschule Köln. Beim Neptunbad in Köln-Ehrenfeld wurde sie als Fitnesstrainerin angestellt und als sich zwei Kollegen mit einem Fitnessstudio selbstständig machten, ging sie als Trainerin mit, war dann Assistentin der Geschäftsleitung und ist seit Februar 2021 Geschäftsführerin. Mit einem Fernstudium im Fach International Management an der IUBH Internationale Hochschule untermauert sie ihre Berufstätigkeit.

## Sportliche Karriere
Neben ihrem Schwerpunkt Hochsprung ging Plaza bis Mitte der 2010er Jahre bei Sprints, im Hürdenlauf, Weitsprung und Siebenkampf an den Start.
2008 holte Plaze bei ihrer ersten Meisterschaft auf nationaler Ebene Bronze bei den Deutschen Schülermeisterschaften im Blockmehrkampf Sprint/Sprung.
2009 erreichte sie als 15-Jährige bei den Deutschen U18-Meisterschaften im Hochsprung den 13. Platz und mit der 4-mal-100-Meter-Staffel der LG ASV/DSHS Köln den 10. Platz.
2010 sammelte Plaza internationale Erfahrung beim U18-Hallen-Länderkampf Belgien–Niederlande–Deutschland in Gent als sie im Hochsprung den vierten und im 60-Meter-Hürdenlauf den 6. Platz belegte. Noch 15-jährig kam sie bei den Deutschen U20-Hallenmeisterschaften mit persönlicher Bestleistung von 1,78 m auf Rang fünf. In Moskau erreichte Plaza mit 1,74 m den 6. Platz bei den European Youth Olympic Trials. Diese waren der europäische Ausscheidungswettbewerb für die erstmals 2010 stattfindenden Olympischen Jugendspiele in Singapur, für die sie jedoch nicht nominiert wurde. Zwei Wochen später stellte sie mit 1,82 m bei der Sparkassen-Gala in Regensburg erneut eine persönliche Bestleistung auf. Weniger erfolgreich war ihre Teilnahme an den U20-Weltmeisterschaften in Moncton, wo sie mit 1,74 m den 27. Rang belegte. Die Deutschen U18-Meisterschaften schloss sie im Hochsprung auf Platz 6 und über 100 m Hürden auf Platz 7 ab. Zum Saisonausklang holte Plaza noch U18-Bronze bei den Deutschen Mehrkampfmeisterschaften mit der Mannschaft, wozu sie durch dritte Plätze beim Hochsprung und über 100 m Hürden beitrug. Sie selbst kam beim Siebenkampf auf den 7. Platz.
2011 kam Plaza in der Hallensaison über 1,75 m nicht hinaus, stellte aber schon im Mai ihre persönliche Freiluftbestleistung von 1,82 m beim Springer-Meeting in Garbsen ein. Bei den U18-Weltmeisterschaften in Villeneuve-d’Ascq in der Metropolregion Lille sprang sie mit 1,75 m auf den 11. Platz. Die Deutschen U18-Meisterschaften schloss sie im Hochsprung auf Platz 4 und mit der 4-mal-100-Meter-Staffel des LT DSHS Köln auf Platz 5 ab.
2012 war für Plaza ein erfolgreiches Jahr, kontinuierlich steigerte sie ihre Bestleistung. Beim Springer-Meeting in Wuppertal im Januar steigerte sie sich auf 1,83 m. Bei den Deutschen U20-Hallenmeisterschaften holte sich Plaza die Bronzemedaille im Hochsprung und den 5. Platz beim Weitsprung. In der Erwachsenenklasse schaffte sie es bei den Deutschen Hallenmeisterschaften auf den 7. Platz. Im Finale der Deutschen Mannschaftsmeisterschaft in Hannover siegte sie mit dem LT DSHS Köln, wozu sie durch einen 1. Platz im Hochsprung beitrug. Ihre Bestleistung steigerte Plaza zunächst beim Springer-Meeting in Garbsen auf 1,84 m und weniger als eine Woche später beim Sinner Hochsprung-Meeting in Fleisbach um weitere zwei Zentimeter. Bei der Junioren-Gala in Mannheim, dem Qualifikationswettbewerb für die U20-Weltmeisterschaften in Barcelona, verbesserte sie sich auf 1,87 m. Im Finale der U20-WM legte sie einen weiteren Zentimeter zu und stellte damit gleichzeitig den persönlichen Rekord ihrer Mutter ein. Mit den bewältigten 1,88 m hatte Plaza die gleiche Höhe wie die drittplatzierte Marija Lassizkene (damals noch Kutschina), aber einen Fehlversuch mehr, und musste sich so mit Platz 4 zufriedengeben. Mit Einstellung ihrer persönlichen Bestleistung holte sie sich bei den Deutschen U20-Meisterschaften den Titel und den 4. Platz mit der 4-mal-100-Meter-Staffel des LT DSHS Köln. Am Jahresende war Plaza die beste deutsche Jugendliche und hinter Ariane Friedrich und Marie-Laurence Jungfleisch drittbeste deutsche Hochspringerin.
2013 konnte Plaza im Januar ihre Hallenbestleistung auf 1,84 m verbessern, die sie gleich zweimal sprang, kam aber bei den Deutschen U20-Hallenmeisterschaften mit 1,72 m nur auf den 8. Platz. In der Freiluftsaison kam sie über die im Mai beim Springer-Meeting in Garbsen gesprungenen 1,81 m nicht hinaus, da Entzündung im rechten Sprungfuß sie ausbremste. Bei den U20-Europameisterschaften in Rieti kam Plaza mit 1,75 m nicht ins Finale und belegte den 14. Platz. Mit 1,79 m gelang ihr die Titelverteidigung bei den Deutsche U20-Meisterschaften und die Belegung des 4. Platzes beim Weitsprung. Zum Saisonausklang holte sie Bronze im Siebenkampf bei den Deutsche Mehrkampfmeisterschaften.
2014 verhinderte die Entzündung im rechten Sprungfuß den Start in der Hallensaison. In der Freiluftsaison wurde Plaza mit 1,86 m Deutsche U23-Meisterin und mit Saisonbestleistung von 1,87 m Deutsche Vizemeisterin.
2015 startete Plaza als Deutsche Hallenvizemeisterin ins Jahr, gefolgt von einem 3. Platz bei den Deutschen U23-Meisterschaften. Bei den U23-Europameisterschaften in Tallinn verpasste sie mit einem 13. Platz verletzungsbedingt den Einzug ins Finale und musste die Saison aufgrund von Rückenproblemen vorzeitig beenden.
2016 war von einem 4. Platz bei den Deutschen Hallenmeisterschaften und einem 6. Platz bei den Deutschen Meisterschaften geprägt.
2017 fühlte sich Plaza ausgebrannt und gab ihr sportliches Karriereende bekannt.
2018 ging sie jedoch wieder an den Start. Bei den Deutschen Meisterschaften wird Plaza vom DLV hinter der drittplatzierten Katarina Mögenburg auf dem vierten Platz gelistet. Der Weltleichtathletikverband (World Athletics) führt sie jedoch als Drittplatzierte und wertet Mögenburg als außer Konkurrenz gestartet.
2019 konnte Plaza in der Hallensaison bei den Deutschen Hallenmeisterschaften auf den 8. Platz kommen. In der Freiluftsaison wurde sie mit Saisonbestleistung von 1,84 m Deutsche Hochschulmeisterin und erreichte bei den Deutschen Meisterschaften Platz vier.
2020 wurde sie in der wegen der COVID-19-Pandemie verspätet gestarteten Freiluftsaison mit Saisonbestleistung von 1,87 m Deutsche Vizemeisterin.
2021 holte Plaza mit Einstellung ihrer persönlichen Hallenbestleistung von 1,86 m den Hochsprung-Titel bei den Deutschen Hallenmeisterschaften. Es ist ihre erste Goldmedaille im Aktiven-Bereich.

## Vereinszugehörigkeiten und Trainer
Bis zum 31. Dezember 2010 startete Plaza in der Leichtathletikgemeinschaft von ASV Köln und der Deutschen Sporthochschule Köln (LG ASV/DSHS Köln). Ab dem 1. Januar 2011 war sie im Leichtathletik-Team Deutsche Sporthochschule Köln (LT DSHS Köln). Trainiert wurde Plaza von Anke Nolte und mit dem Übergang in die Jugendklasse von Andreas Gentz. Aktuell ist die ehemalige Hochspringerin Brigitte Kurschligen ihre Trainerin, die auch Christina Honsel betreut.

## Familie
Alexandra Plazas Mutter Barbara ist ehemalige Hochspringerin, die 1990 im Trikot des TuS Köln rrh. mit 1,88 m persönliche Bestleistung sprang. Ihr Vater war nach der eigenen aktiven Zeit als Hürdenläufer als Trainer tätig.

## Bestleistungen Hochsprung
(Stand: 23. Februar 2021)
Leistungsentwicklung
| Jahr | Halle  | Freiluft |
| ---- | ------ | -------- |
| 2009 |        | 1,76 m   |
| 2010 | 1,78 m | 1,82 m   |
| 2011 | 1,75 m | 1,82 m   |
| 2012 | 1,83 m | 1,88 m   |
| 2013 | 1,84 m | 1,81 m   |
| 2014 | 1,85 m | 1,87 m   |
| 2015 | 1,86 m | 1,86 m   |
| 2016 | 1,83 m | 1,80 m   |
| 2017 | –      | –        |
| 2018 | –      | 1,78 m   |
| 2019 | 1,78 m | 1,84 m   |
| 2020 | 1,78 m | 1,87 m   |
| 2021 | 1,86 m |          |

Persönliche Bestleistungen
- Freiluft: 1,88 m, (Barcelona, 15. Juli 2012)
  - Halle: 1,86 m, (Dessau, 11. Februar 2015)

## Erfolge
national
- 2009: 13. Platz Deutsche U18-Meisterschaften (Hochsprung)
- 2010: 5. Platz Deutsche U20-Hallenmeisterschaften (Hochsprung)
- 2010: 6. Platz Deutsche U18-Meisterschaften (Hochsprung)
- 2010: 7. Platz Deutsche U18-Meisterschaften (100 m Hürden)
- 2010: 3. Platz Deutsche Mehrkampfmeisterschaften (Mannschaft, 7. einzel)
- 2011: 4. Platz Deutsche U18-Meisterschaften (Hochsprung)
- 2011: 5. Platz Deutsche U18-Meisterschaften (4 × 100 m)
- 2012: 3. Platz Deutsche U20-Hallenmeisterschaften (Hochsprung)
- 2012: 5. Platz Deutsche U20-Hallenmeisterschaften (Weitsprung)
- 2012: 7. Platz Deutsche Hallenmeisterschaften (Hochsprung)
- 2012: 1. Platz Deutsche Mannschaftsmeisterschaft (Mannschaft und Hochsprung)
- 2012: Deutsche U20-Meisterin (Hochsprung)
- 2012: 4. Platz Deutsche U20-Meisterschaften (4 × 100 m)
- 2013: Deutsche U20-Meisterin (Hochsprung)
- 2013: 4. Platz Deutsche U20-Meisterschaften (Weitsprung)
- 2013: 3. Platz Deutsche Mehrkampfmeisterschaften (Siebenkampf)
- 2014: Deutsche U23-Meisterin (Hochsprung)
- 2014: Deutsche Vizemeisterin (Hochsprung)
- 2015: Deutsche Hallenvizemeisterin (Hochsprung)
- 2015: 3. Platz Deutsche U23-Meisterschaften (Hochsprung)
- 2016: 4. Platz Deutsche Hallenmeisterschaften (Hochsprung)
- 2016: 6. Platz Deutsche Meisterschaften (Hochsprung)
- 2018: 3.[1] Platz Deutsche Meisterschaften (Hochsprung)
- 2019: 8. Platz Deutsche Hallenmeisterschaften (Hochsprung)
- 2019: Deutsche Hochschulmeisterin (Hochsprung)
- 2019: 4. Platz Deutsche Meisterschaften (Hochsprung)
- 2020: Deutsche Vizemeisterin (Hochsprung)
- 2021: Deutsche Hallenmeisterin (Hochsprung)

international
- 2010: 4. Platz U18-Hallen-Länderkampf Belgien–Niederlande–Deutschland (Hochsprung)
- 2010: 6. Platz U18-Hallen-Länderkampf Belgien–Niederlande–Deutschland (60 m Hürden)
- 2010: 6. Platz European Youth Olympic Trials (Hochsprung)
- 2010: 27. Platz U20-Weltmeisterschaften (Hochsprung)
- 2011: 11. Platz U18-Weltmeisterschaften (Hochsprung)
- 2012: 4. Platz U20-Weltmeisterschaften (Hochsprung)
- 2013: 14. Platz U20-Europameisterschaften (Hochsprung)
- 2015: 13. Platz U23-Europameisterschaften (Hochsprung)